# Sandra Teolato
Sandra Teolato (Padova, 5 giugno 1963) è un'ex cestista, dirigente sportiva e dirigente pubblica italiana.

## Carriera
Ha partecipato agli Europei Under-16 del 1980 in Ungheria, vincendo la medaglia d'argento. Successivamente nel 1983 gioca tre partite con la Nazionale maggiore.
Terminata la carriera di atleta, è stata vicepresidente della Thermal Basket Abano, squadra di Abano Terme, fino al 2004. Successivamente, ricopre la carica di Responsabile dell'Ufficio Sport, del comune di Abano Terme.